# Elisha Lawrence
Elisha Lawrence (* 1746; † 23. Juli 1799) war ein US-amerikanischer Politiker und im Jahr 1790 amtierender Gouverneur des Bundesstaates New Jersey.

## Werdegang
Bereits um 1788 war er Friedensrichter im Monmouth County. Er war Mitglied der Föderalistischen Partei und des Senats von New Jersey, der sich damals noch New Jersey Legislative Council nannte. Zwischen 1789 und 1792 und nochmals 1795 war er Vizepräsident dieses Gremiums. In dieser Eigenschaft beendete er nach dem Tod von Gouverneur William Livingston dessen Amtszeit. Damit war er zwischen dem 25. Juli und dem 30. Oktober 1790 amtierender Gouverneur von New Jersey. Lawrence war auch Mitglied des Kreistages im Monmouth County. Zwischen 1795 und 1796 war er Vorsitzender dieses Gremiums.